# Hiša (album)
Hiša je debitantski studijski album skupine Hiša. Album je bil izdan leta 1994 pri založbi ZKP RTV Slovenija.

## Seznam skladb
Vse pesmi je napisal Andrej Guček, razen, kjer je posebej označeno.
| Št. | Naslov                                           | Dolžina |
| --- | ------------------------------------------------ | ------- |
| 1.  | „Ledene ceste‟                                   | 4:45    |
| 2.  | „Nočna vožnja (Tanji)‟                           | 5:11    |
| 3.  | „Zaman‟                                          | 3:41    |
| 4.  | „Spoznal sem‟ (Guček, Janez Menart)              | 3:44    |
| 5.  | „Trenutki‟                                       | 3:50    |
| 6.  | „Srečna mesta‟                                   | 3:51    |
| 7.  | „Trbovlje‟ (Guček, Uroš Zupan)                   | 5:47    |
| 8.  | „Melodija‟                                       | 3:45    |
| 9.  | „Mostovi so padli‟                               | 4:35    |
| 10. | „Poseben dan‟                                    | 2:45    |
| 11. | „V novo jutro‟                                   | 3:51    |
| 12. | „Odkrij otrokom svet‟ (Graham Nash, Neli Vozelj) | 2:50    |
| 13. | „Uspavanka‟                                      | 2:25    |

## Zasedba
Hiša
- Andrej Guček – solo vokal, zbori, kitare, orglice
- Vili Guček – vokal, zbori, kitare, flavta
- Martin Koncilja – zbori
- Iztok Pepelnjak – zbori, bobni, tolkala

Dodatni glasbeniki:
- Klavdij Skrt – klaviature
- Nino de Gleria – bas
- Tine Jelen – bas